# 1722 a tudományban
Az 1722. év a tudományban és a technikában.

## Kémia
- René Antoine Ferchault de Réaumur publikálja a L'Arte de convertir le fer forge en acier című munkáját mely a kohászatról szól. Ebben írja le, miképp lehet vasból acélt gyártani.

## Technika
- George Graham kifejleszt egy eljárást mellyel ellensúlyozza az ingát higannyal.